# 現代企画室
株式会社現代企画室（げんだいきかくしつ）は、日本の出版社。

## 概要
1977年（昭和52年）4月30日に創業する。社会科学の出版が主である。特に国際情勢関係の原書の日本語訳が目立つ。メキシコの先住民運動、南アフリカの問題、パレスチナ問題、様々な問題を取り扱った出版活動を手がけている。メキシコ関連では、サパティスタ民族解放軍に関する本が出され、副司令官マルコスの著書も出ている。これらは、スペイン語の原書からの日本語訳の本である。南アフリカ関連では、映画『遠い夜明け』で登場したスティーブ・ビコの書いた本の日本語訳『俺は書きたいことを書く』や、南アフリカの子どもたちの文章を集めた『二匹の犬と自由』が、現代企画室から出されている。パレスチナ問題では、エリック・アザン著『占領ノート―ユダヤ人が見たパレスチナの生活』が和訳されて出されている。
国内問題も、ホームレス問題、冤罪問題、そのような分野の本の出版が主である。山谷の活動家で殺された山岡強一の著作『山谷－やられたらやりかえせ』が、1996年（平成8年）に出版されている。鶴見事件を取り上げた大河内秀明の著作『無実でも死刑、真犯人はどこに　鶴見事件の真相』が、1998年（平成10年）に出版となる。なお、旬刊『Shelter-less』が、新宿ホームレス支援機構から、現代企画室の発売元でだされている。
雑誌では、1983年（昭和58年）9月から1984年（昭和59年）12月まで、月刊『ペンギン・クエッション』が発行されていた。また、自費出版にも、力をいれている。
海外文学の叢書としては「ラテンアメリカ文学選集」「越境の文学/文学の越境」「ロス・クラシコス」などがある。

## 注目作

### メキシコ関連
- 『コーラを聖なる水に変えた人々 メキシコ・インディオの証言リカルド・ポサス』(清水透 訳著)　1984年12月、ISBN 4773884029
- 『もう、たくさんだ! メキシコ先住民蜂起の記録1　　サパティスタ民族解放軍』(太田昌国・小林致広 訳)　1995年4月、ISBN 4773894121
- 『マルコス・ここは世界の片隅なのか グローバリゼーションをめぐる対話』イグナシオ・ラモネ　2002年9月、ISBN 4773802022
- 『ラカンドン密林のドン・ドゥリート カブト虫が語るサパティスタの寓話』マルコス副司令官ほか(小林致広 訳)　2004年8月、ISBN 4773801050
- 『老アントニオのお話 サパティスタと叛乱する先住民族の伝承　マルコス副司令官』(小林致広 訳)　2005年3月、ISBN 4773804114
- 『グローバル化に抵抗するラテンアメリカの先住民族』藤岡美恵子・中野憲志 共編　2005年4月、ISBN 4773805021
- 『サパティスタの夢　マルコス副司令官・イボン・ル・ボ（共著） インディアス群書5』  2005年4月、ISBN 4773801018

### ペルー関連
- 『センデロ・ルミノソ　ペルーの「輝ける道」　カルロス.I.デグレゴリ』(太田昌国・三浦清隆 訳)　1993年6月　ISBN 978-4773893069
- 『「ペルー人質事件」解読のための21章』太田昌国　1997年8月　ISBN 978-4773897135

### 南アフリカ関連
- 『二匹の犬と自由　南アフリカ共和国の子どもたちほか/著』1988年11月　ISBN 978-4-7738-8902-4
- 『俺は書きたいことを書く スティーブ・ビゴ』　(峯陽一・前田礼・神野明 訳)　1997年5月　ISBN 978-4-7738-8805-8

### パレスチナ関連
- 『占領ノート―一ユダヤ人が見たパレスチナの生活　エリック・アザン』(益岡賢 訳)　2008年11月　ISBN 978-4773808100

### 日本国内関連
- 『死の靖国街道 43年後のビルマ戦記』浜田芳久　1988年3月　ISBN 978-4-7738-8809-6
- 『アイヌ肖像権裁判全記録』現代企画室編集部　1988年11月　ISBN 978-4-7738-8802-7
- 『山谷 やられたらやりかえせ』山岡強一　1996年1月 ISBN 978-4773895179
- 『新宿ダンボール村 闘いの記録』新宿連絡会編集　1997年8月　ISBN 978-4773897074
- 『無実でも死刑、真犯人はどこに―鶴見事件の真相』大河内秀明　1998年6月　ISBN 978-4773898026

## 関連人物
- 北川フラム
- 太田昌国
- モンセ・ワトキンス